# Karahrud
Karahrūd (farsi کرهرود) è una città dello shahrestān di Arak, circoscrizione Centrale, nella provincia di Markazi in Iran. Aveva, nel 2006, una popolazione di 23.399 abitanti.